# SXGA
Super eXtended Graphics Array är en variant av XGA, i praktiken namn på skärmupplösningen 1280×1024 pixlar med bildformatet 5:4.